# Дали (государство)
Дали (кит. упр. 大理, пиньинь Dàlǐ) — средневековое царство народа бай с центром в современной провинции Юньнань в Китае. Оно было основано в 937 году и управлялось династией из 22 монархов до уничтожения монголами в 1253 году. Столицей был город Дали.

## Основание династии
Предшественником Дали было государство Наньчжао, прекратившее своё существование в 902 году (Дали иногда рассматривают как одну из династий «царства Наньчжао»). После падения правящей династии Наньчжао наступила смута, и с 902 по 937 год здесь кратковременно правили три династии, пока к власти не пришёл Дуань Сыпин, основатель Дали.

## Культура и история
Как и в Наньчжао, буддизм имел в Дали статус государственной религии. Многие монархи Дали, оставляя трон, уходили в монастырь.
В 1095 году власть в царстве узурпировал Гао Шэнтай, принудивший царя Дуань Чжэнмина отречься и уйти в монастырь. Он переименовал государство в Дачжун. Через год Гао Шэнтай умер, и власть опять вернулась к династии Дали. Пришедший к власти Дуань Чжэнчунь назвал восстановленное царство Хоу Ли — «позднее Ли».

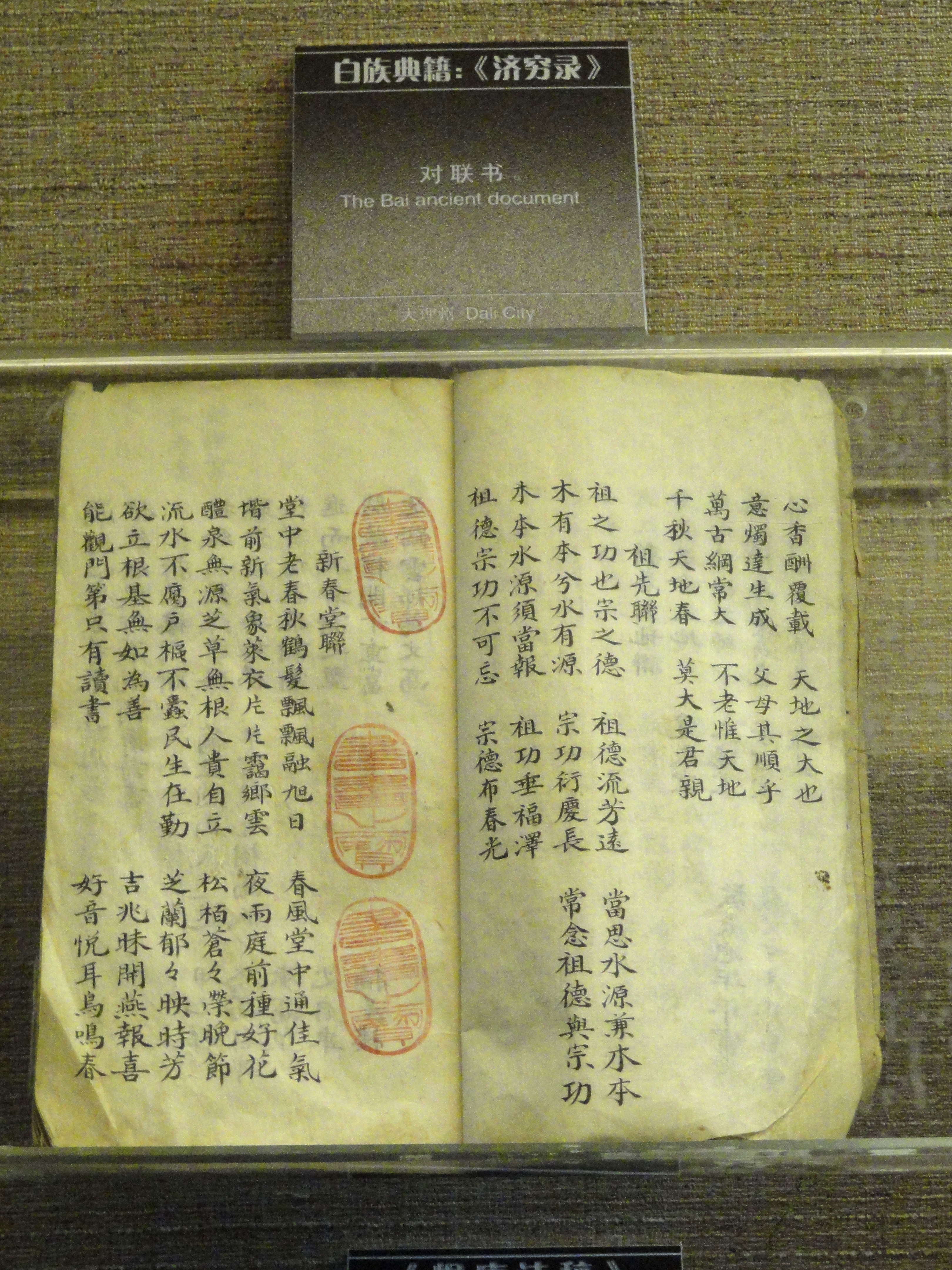
Рукопись народа бай, написанная на классическом китайском языке
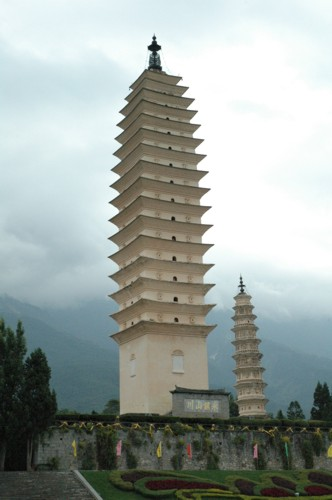
Пагода храма Чуншэн, королевского храма Дали

## Падение Дали
По преданию, несмотря на военное превосходство и превосходящую численность, монгольские войска не могли преодолеть оборонительные сооружения в долине горного озера Эрхай, столь подходящей для обороны, что всего горстка защитников могла держать оборону годами. Рассказывается, что монголы нашли предателя, который показал им тайный путь через гору Цаншань, приведший их в Дали в обход его защитников. Дали пало в 1253 году.
В 1274 году была основана провинция Юньнань, и большая часть территории Дали навсегда вошла в состав Китая.